# Myosotis speluncicola
Myosotis speluncicola là loài thực vật có hoa trong họ Mồ hôi. Loài này được Schott ex Boiss. mô tả khoa học đầu tiên năm 1875.